# Qasr al Farid
Le Qasr al Farid (en arabe : قَصْر ٱلْفَرِيْد, le « château solitaire ») est un monument emblématique de Madâin Sâlih, une zone archéologique située dans le nord-ouest de l'Arabie saoudite où se trouvent les vestiges de la cité nabatéenne d'Hégra (Al-Hijr).
Tombeau à la chambre funéraire inachevée, il est entièrement sculpté dans un rocher isolé dans le désert. Il mesure près de seize mètres de haut et date du Ier siècle,.
Ce tombeau est le plus photographié de tout le site de Madâin Sâlih.

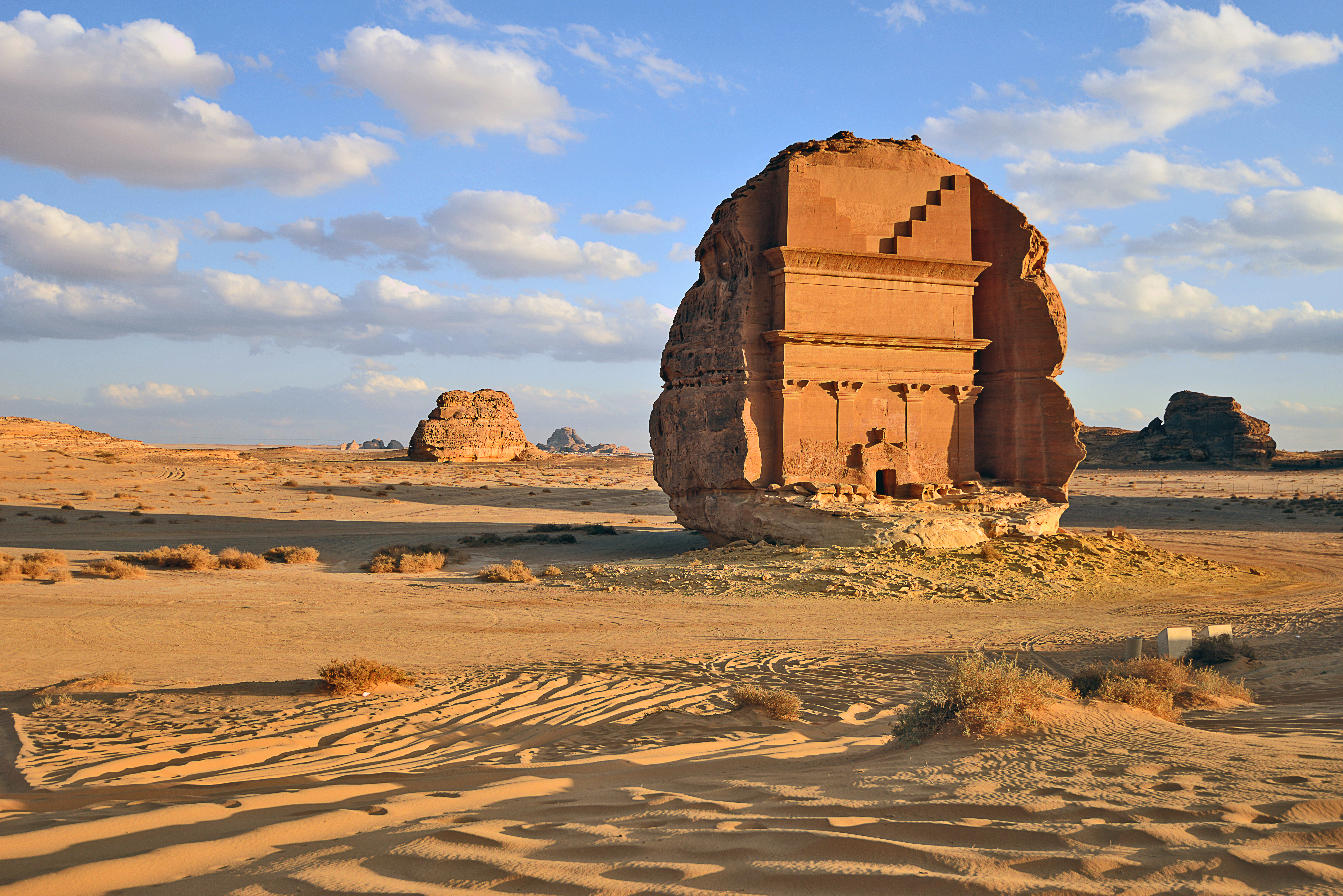
Qasr al Farid (2017).
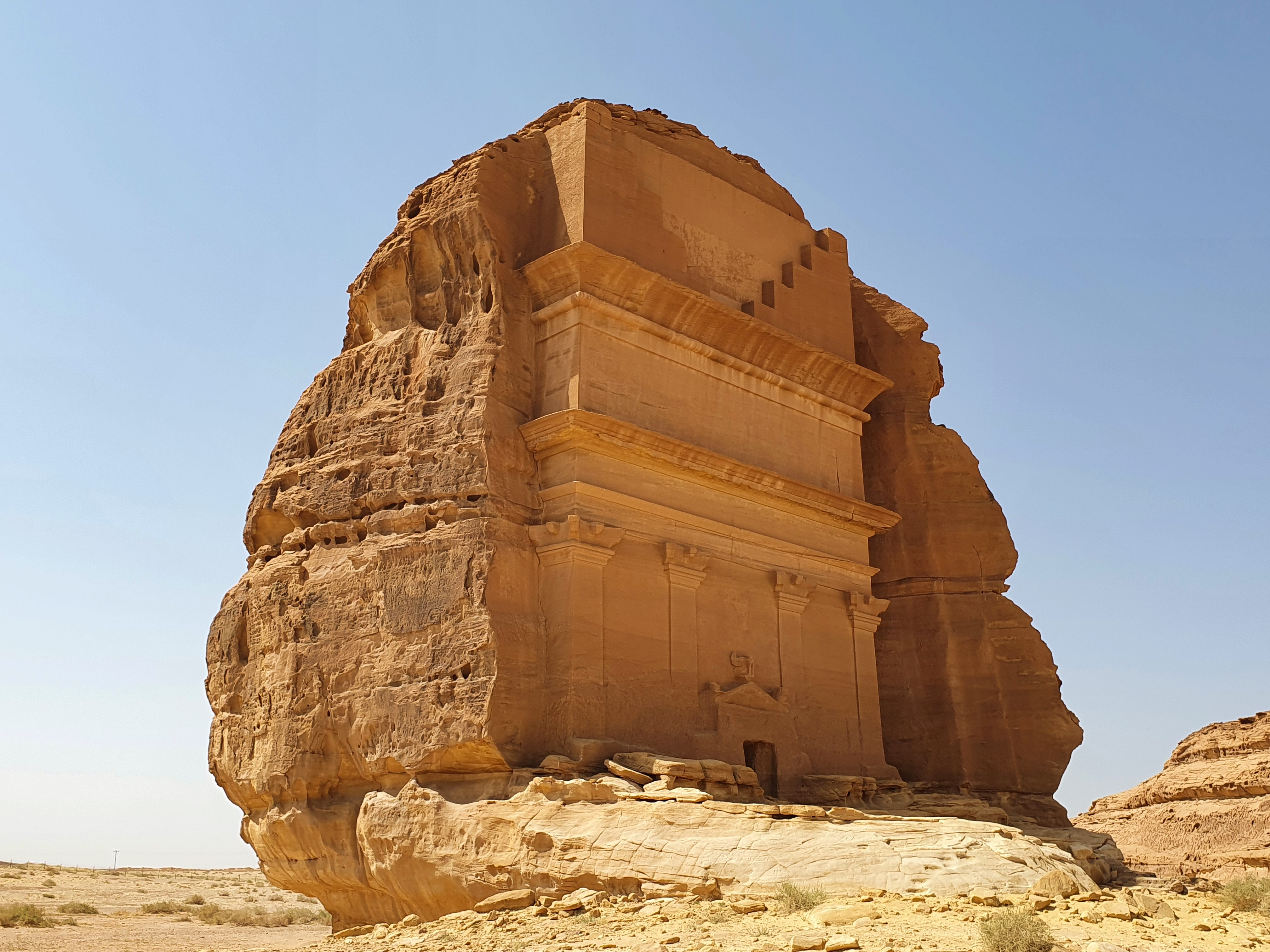
Qasr al Farid (2021).
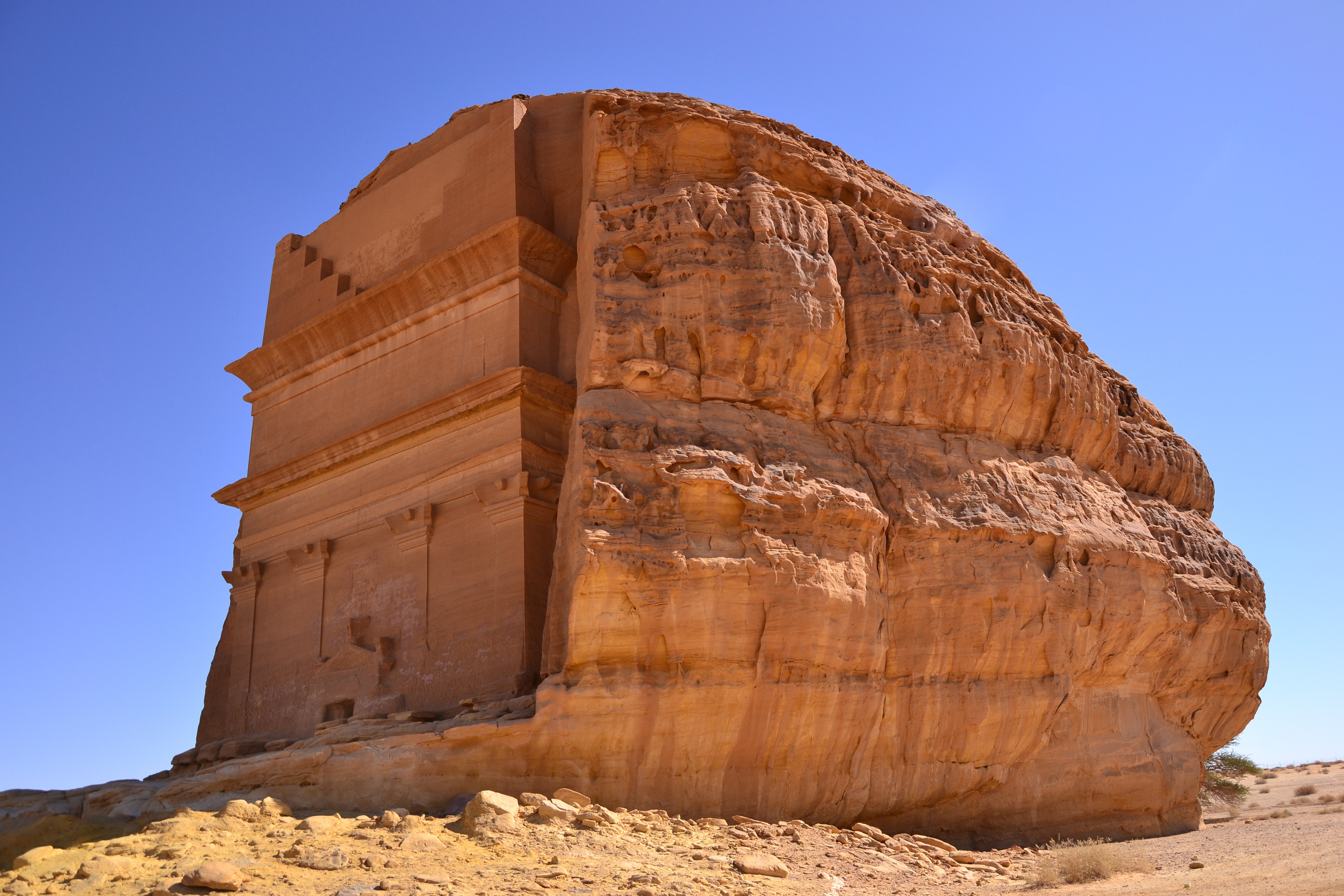
Vue de côté (2012).
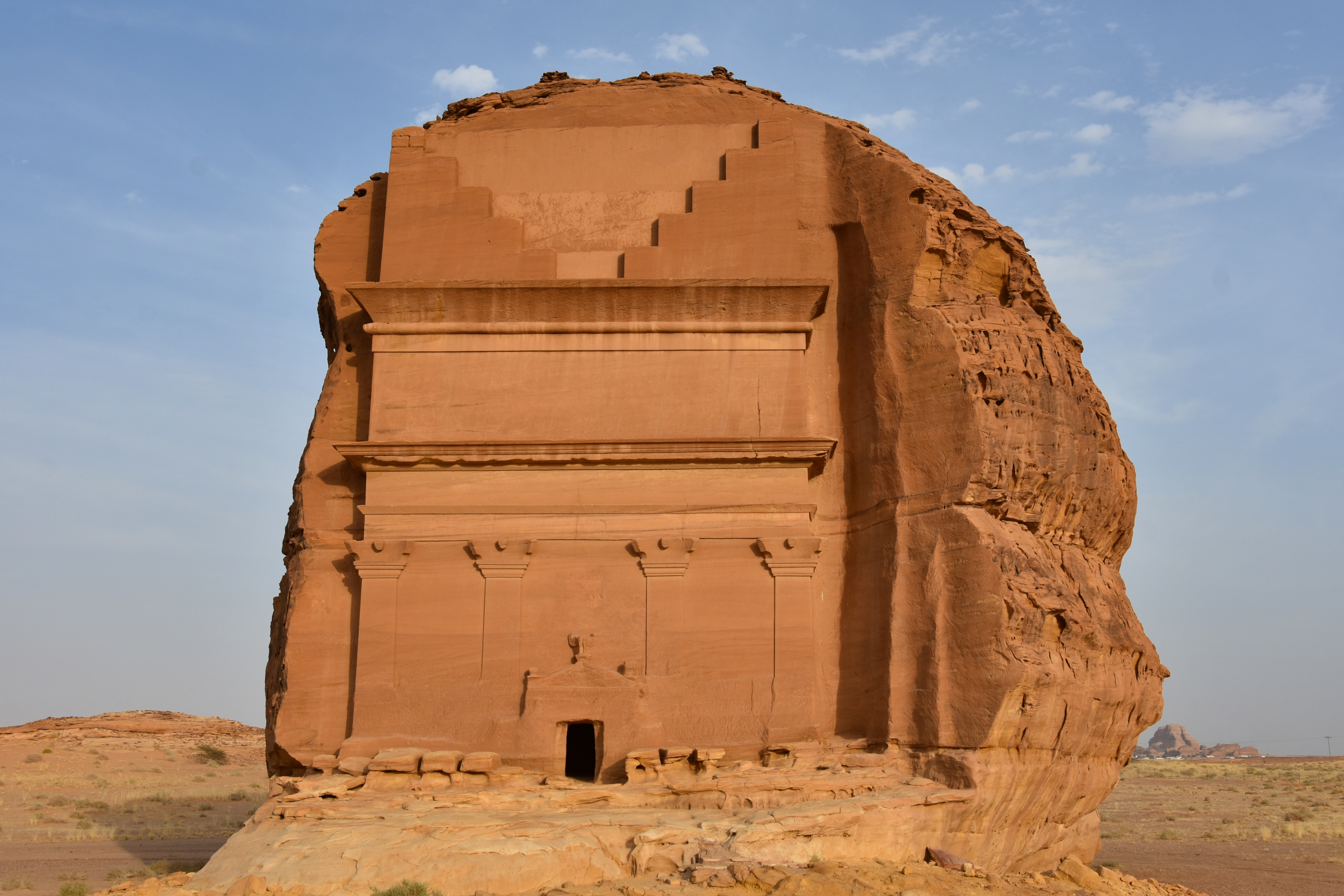
Façade (2021).
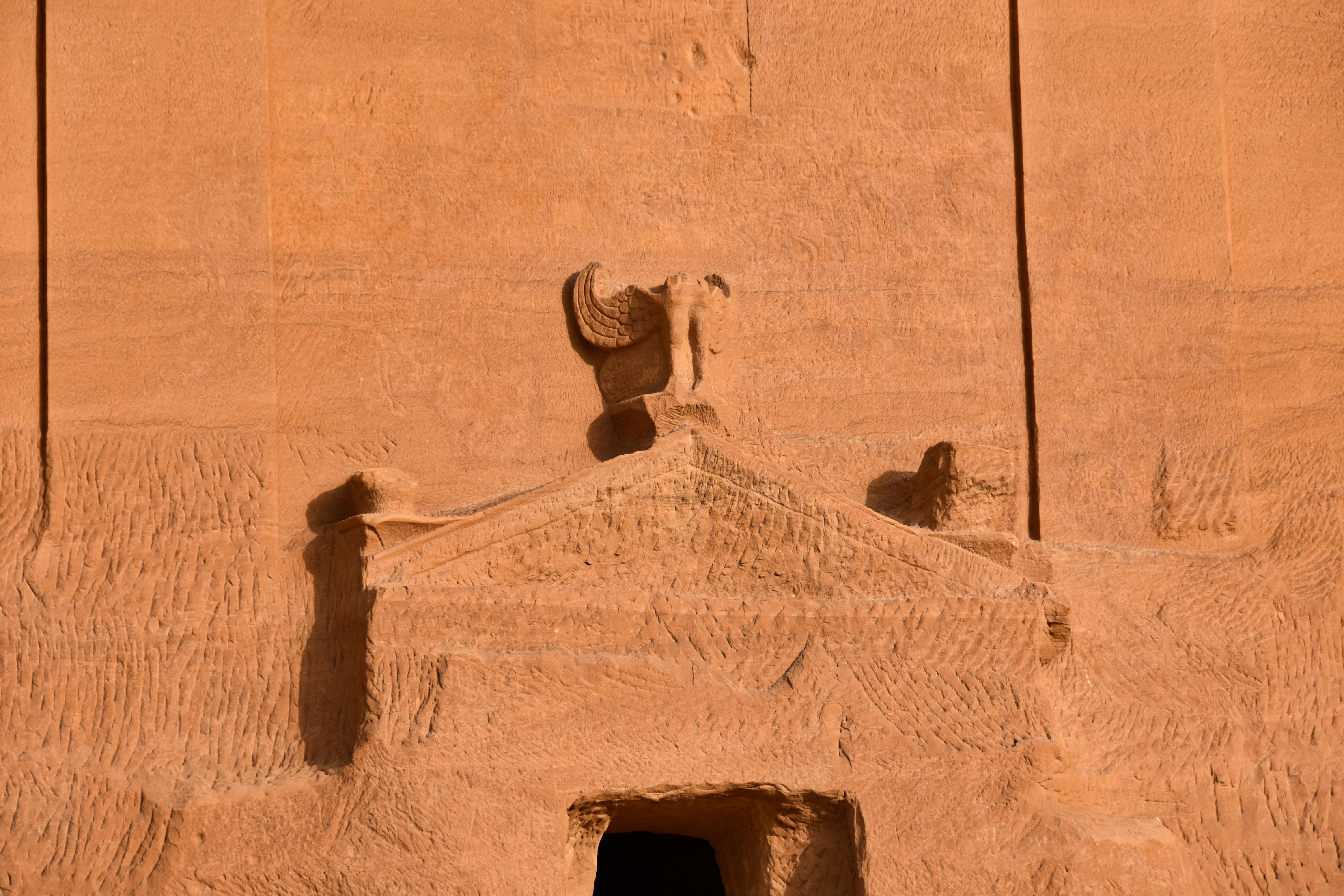
Fronton (2021).
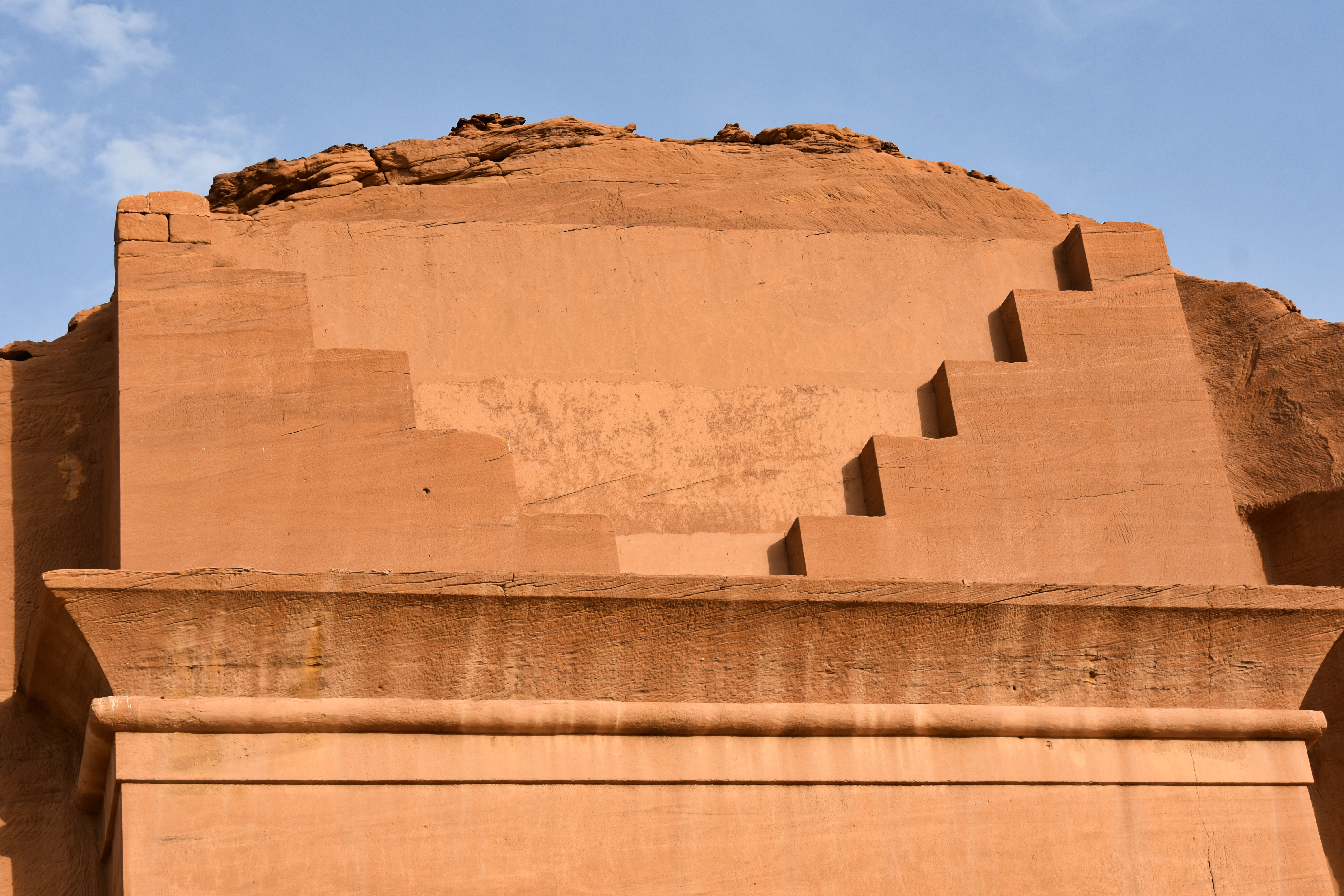
Bout de la façade (2021).